# Club Darregueira
El Club Darregueira y Biblioteca Social Juan Bautista Alberdi es una entidad deportiva con sede en la localidad de Darregueira, Argentina. Su estatuto fue aprobado el 24 de noviembre de 1933, pero la fundación oficial de la institución, con su denominación actual, tuvo lugar el 1 de abril de 1950, tras una modificación estatutaria.
El club se dedica principalmente al fútbol, aunque en sus instalaciones también se practican otras disciplinas, como pelota a paleta, patín femenino, tenis, atletismo y rugby. En el pasado, también se practicaron disciplinas como básquet, danzas folclóricas, bochas y vóley.
Actualmente, el club milita en la Liga Regional Sureña Pampeana Bonaerense.

## Historia

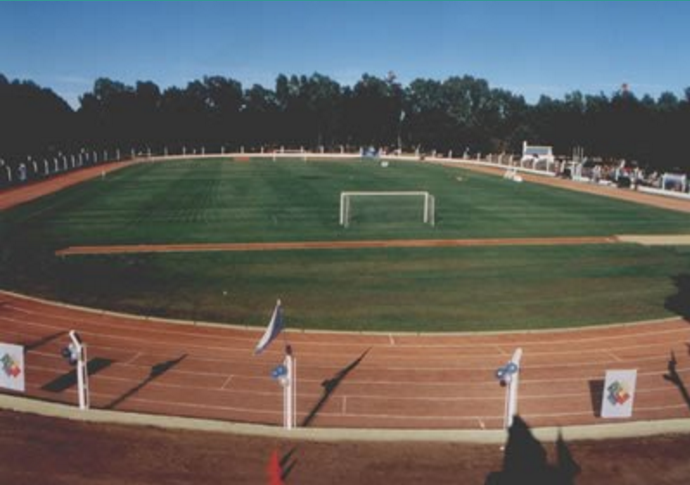
Inauguración del campo de deportes de Club Darregueira en 1998.

El 29 de agosto de 1917 se crea el Club Deportivo y la Biblioteca Popular Juan B. Alberdi.
El 6 de abril de 1919 se establecen las bases del Darregueira Fútbol Club, con los siguientes fines:
- Fomentar toda clase de deportes, en particular el fútbol.
- Organizar veladas y reuniones en beneficio del club y, cuando era necesario, de algunas instituciones de beneficencia.

El 25 de octubre de 1927 se funda el Club Deportivo F.C.S. y tres años más tarde surge el Darregueira Lawn Tennis Club. Este último fue impulsado por ingleses que formaban parte de la alta dirección del ferrocarril que operaba en el pueblo.
El 4 de julio de 1933, la Biblioteca Popular J.B. Alberdi y el Darregueira Fútbol Club se fusionan, formando el Darregueira Fútbol Club y Biblioteca Juan B. Alberdi. En esa misma fecha, se redacta el estatuto del club, que sería modificado por última vez el 1 de abril de 1950.
El 6 de septiembre de 1956, el club adquiere la Quinta 20 "Villa Bristol", cuyo predio se inaugura el 9 de julio de 1957, con canchas de fútbol, tenis y otras instalaciones deportivas.
El 25 de diciembre de 1960, un devastador incendio destruye la sede del club. Sin embargo, los libros de actas y los trofeos obtenidos hasta ese momento se salvaron. En 1962, comienza la reconstrucción del edificio, hasta alcanzar la fisonomía actual.
En 1998, se reinaugura el predio deportivo con un nuevo césped, posicionando al estadio como uno de los mejores a nivel zonal en cuanto a infraestructura y calidad del campo de juego.
En 2014, el campo de deportes es bautizado con el nombre del primer presidente y colaborador histórico, Teodoro Torre.

## Presidentes

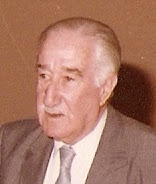
Primer presidente del Club Darregueira. El estadio lleva su nombre.

- Teodoro Torre 1950-1951
- Jesus Berrocal 1951-1952
- Pedro Nervi 1952-1953
- Raul Melon Pérez 1953-1954
- Dr. Julio Viñas 1954-1956
- Adolfo García 1956-1961
- Dr. Miguel Rivkin 1961
- Tomas Moran 1961
- Nestor Migliorisi 1961-1965
- Miguel Vera 1965-1973
- Antonio Rueda 1973-1975
- Salvador Di Giorgio 1975-1980
- Norberto Serkel 1980-1984
- Carlos Cano 1984-1988
- Norberto Sterkel 1988-1990
- Rodolfo Kaiser 1990.1992
- Omar "Tito" Gómez 1992-1993
- Carlos Couto 1993-1996
- Jorge Bravo 1996-1998
- Nelson Elorriaga 1998-1999
- Horacio Bravo 1999-2000
- Luis Jurado 2000-2010
- Marcos Martín 2010-2014
- Nicolas Hippener  2014-2016
- Nicolas Ceci 2016-2019
- César Rost 2019-Actualidad

## Instalaciones

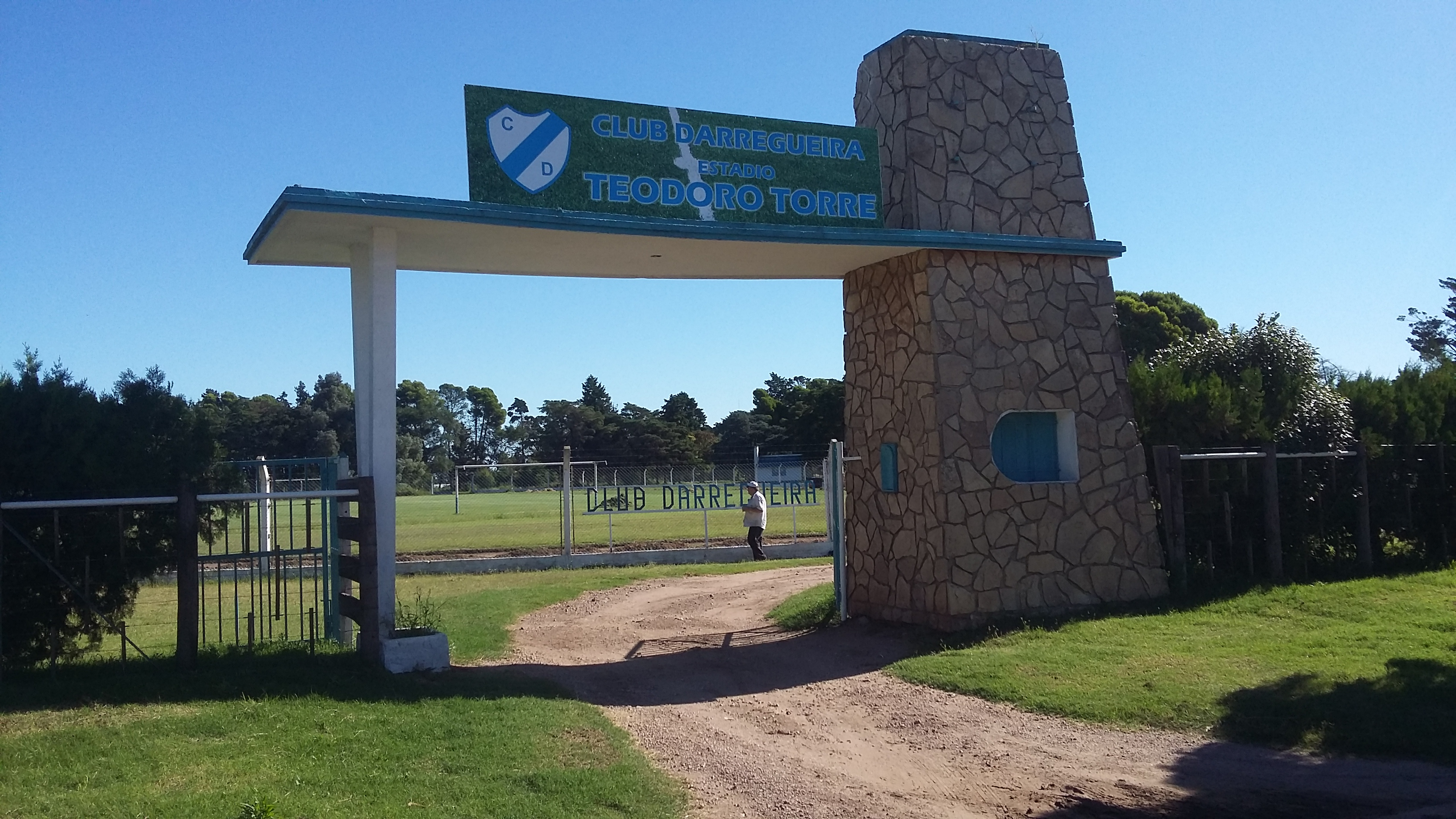
Entrada al Estadio Teodoro Torre por calle Soler.

El Estadio Teodoro Torre se encuentra emplazado en un predio de cuatro hectáreas rodeado por las calles Soler, 25 de mayo, 9 de julio e Indios Ranqueles de la localidad de Darregueira. Se accede fácilmente al mismo, partiendo desde la Plaza Melín Alhué en dirección sur (cuatro cuadras de asfalto).   
Por otra parte, la sede social se encuentra en la esquina de 9 de julio y Rivadavia.

## Campeonatos
La primera división del club ha conseguido nueve campeonatos en su historia, ocho de ellos logrados en la, ya extinta, Liga Puanense de Fútbol (segundo equipo más ganador de dicha liga) y uno en la Liga Cultural de La pampa (donde milita actualmente). Con el último título conseguido, obtuvo también la posibilidad de participar en la edición 2010 del Torneo Provincial de la Pampa.
Por otra parte, la institución ha llegado en dos oportunidades a semifinales de la Copa Presidente (organizada por la Liga Cultural). La primera de ellas fue en 2008, donde se enfrentó con el Club Independiente de Doblas, y la segunda en 2011, en la cual el rival fue Unión de General Campos.
Campeonatos Liga Puanense: 1960, 1961, 1967, 1969, 1980, 1983, 1984, 1986.
Campeonatos Liga Cultural: 2010.